# 明·費里曼
明·費里曼（英語：Ming Freeman），是一名鋼琴家、鍵盤樂器演奏家、音樂總監、作曲家、編曲家、製作人。來自臺灣，是臺灣人及加拿大人的後裔。其鍵盤演奏快速而富有韻律；及腰的長髮是其標誌。
他在11歲時即與兄弟們組成名爲「鵝媽媽」的樂團在臺灣的酒吧、電視節目、演唱會等表演。17歲時，他與兄弟們移居美國，成立「東西方」樂團繼續從事音樂表演。1988年起，他開始爲傑佛瑞·奧斯朋、寶拉·阿巴杜、席娜·伊斯頓、葛蕾蒂絲·奈特、瓊尼·米歇爾等知名歌手擔任演唱會或錄音室的鍵盤手。1994年，受到雅尼邀請擔任主要鍵盤手，隨其樂團做巡迴表演至今，並因此而受到大衆矚目；在雅尼諸多的音樂會DVD中均可見到其身影。

## 作品
個人演奏專輯
- 《Angularity》，2008年，CGM發行。
- 《The Healer Within, Vol. 1》，2012年，CGM發行。

## 外部連結
- 官方網站 （页面存档备份，存于）
- 明·費里曼的Facebook專頁
- Ming Freeman在Allmusic上的頁面
- YouTube上的明·費里曼頻道，有其本人提供的早期照片、 作品及演唱錄音。
- YouTube上的Yanni: Master Class with Ming Freeman on Keyboards（英文），雅尼與明·費里曼的鍵盤樂器大師課程。